# Mugalur, Hassan
Mugalur là một làng thuộc tehsil Hassan, huyện Hassan, bang Karnataka, Ấn Độ.